# Konrad von Rechberg (Bischof)

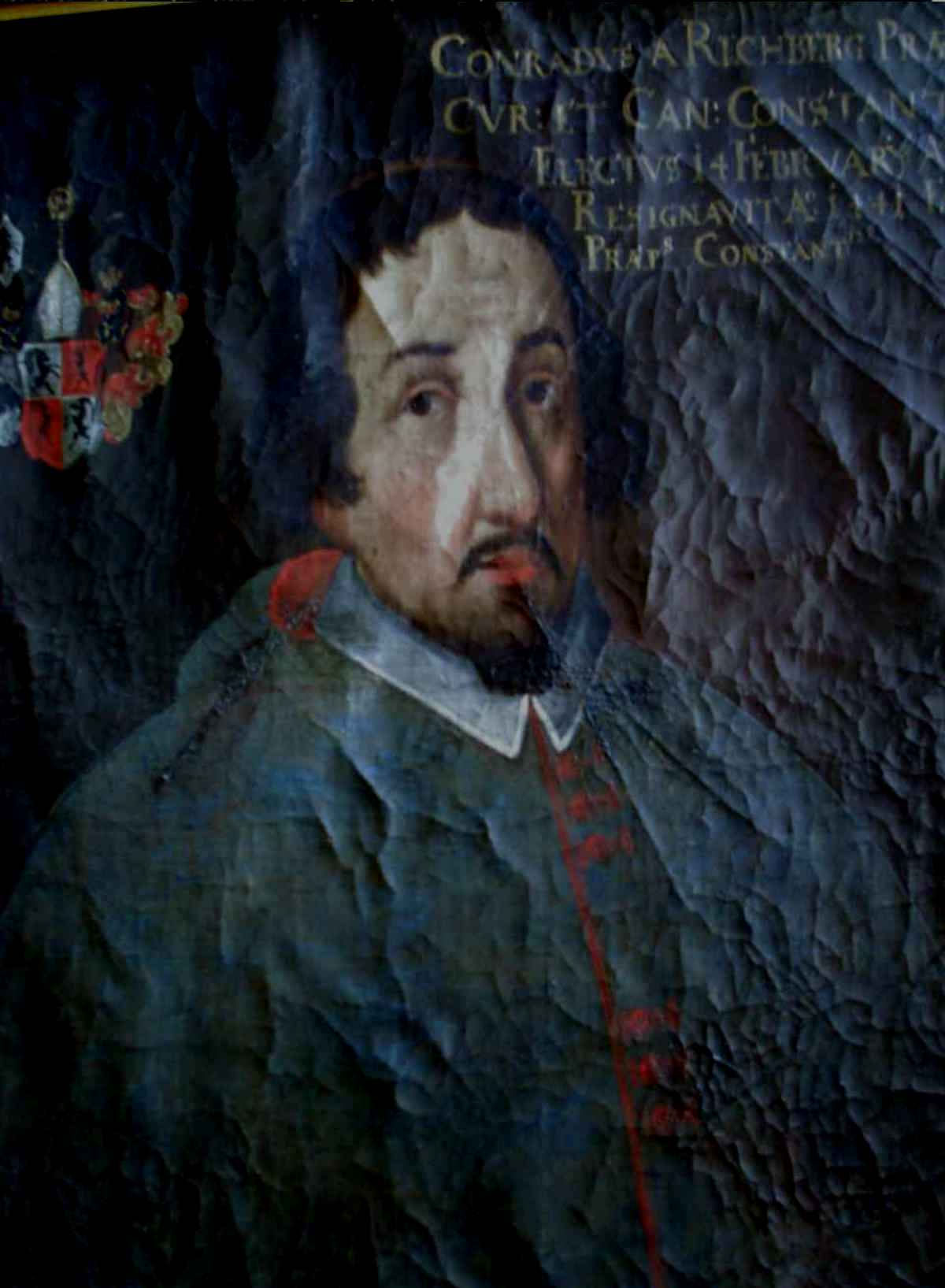
Konrad von Rechberg, Apostolischer Administrator von Chur 1440–1441

Konrad von Rechberg zu Hohenrechberg († 5. August 1473) war von 1440 bis 1441 Administrator des Bistums Chur.

## Leben
Konrad entstammte dem schwäbischen Adelsgeschlecht der Herren von Rechberg. Seine Eltern waren Albrecht von Rechberg zu Hohenrechberg und Adelheid von Werdenberg. Konrad wurde 1411 Mitglied des Augsburger Domkapitels, studierte 1413 in Heidelberg und tauschte 1420 sein Kanonikat in Augsburg mit dem Kanonikat seines Bruders Hans in Chur. Zwischen 1433 und 1439 war er Dompropst in Chur. Von 1440 bis 1441 war Konrad  Administrator des Bistums Chur, wurde jedoch nicht zum Bischof geweiht. Im Juli 1441 verzichtete er aus gesundheitlichen Gründen zu Gunsten des Konstanzer Domdekans Heinrich von Hewen und wurde Dompropst in Konstanz.